# Seefelder Kirche

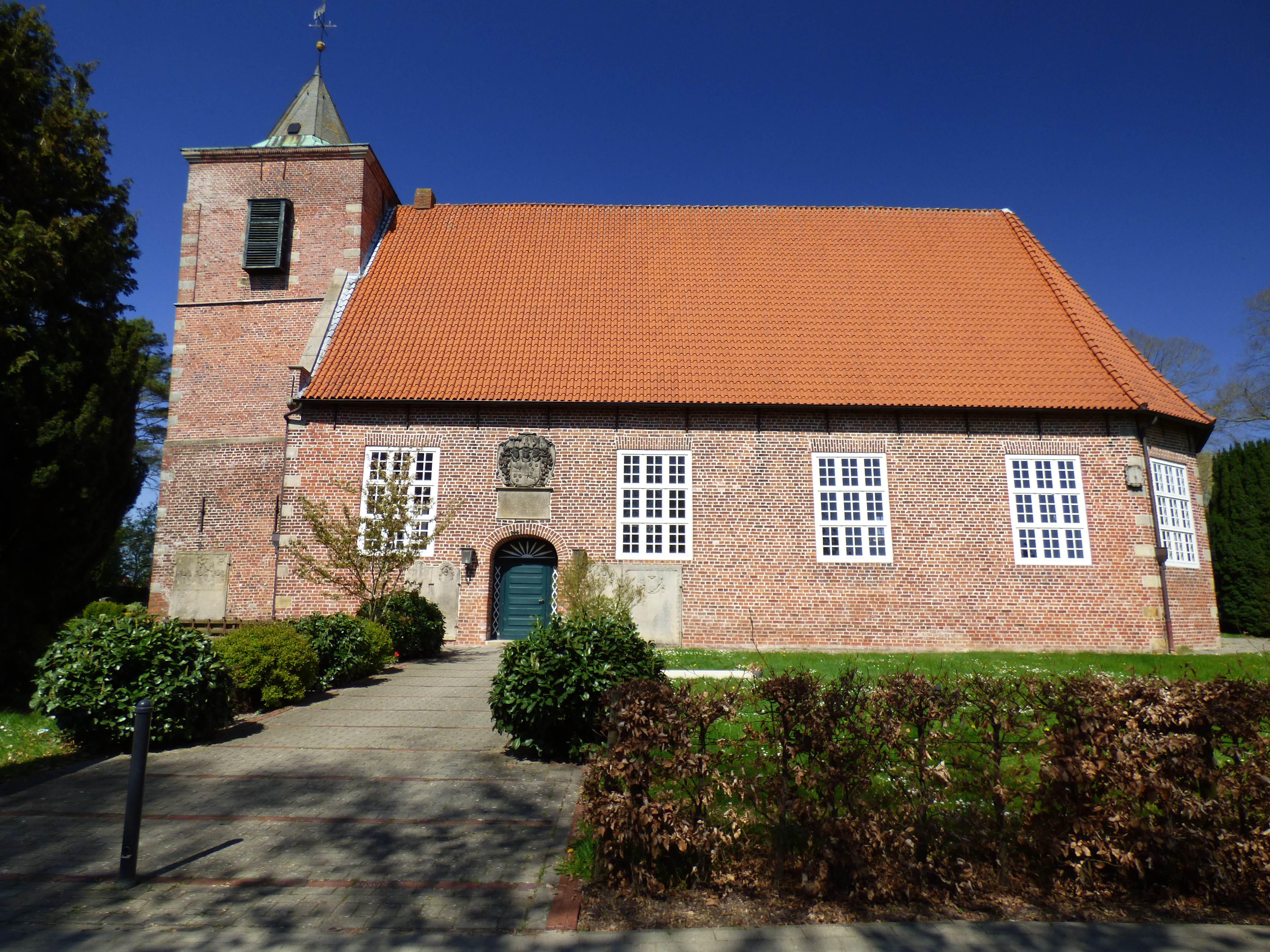
Seefelder Kirche von Süden

Die evangelisch-lutherische Seefelder Kirche ist eine im Stil des norddeutschen Barock errichtete Saalkirche in Seefeld, einem Ortsteil von Stadland im niedersächsischen Landkreis Wesermarsch.

## Geschichte

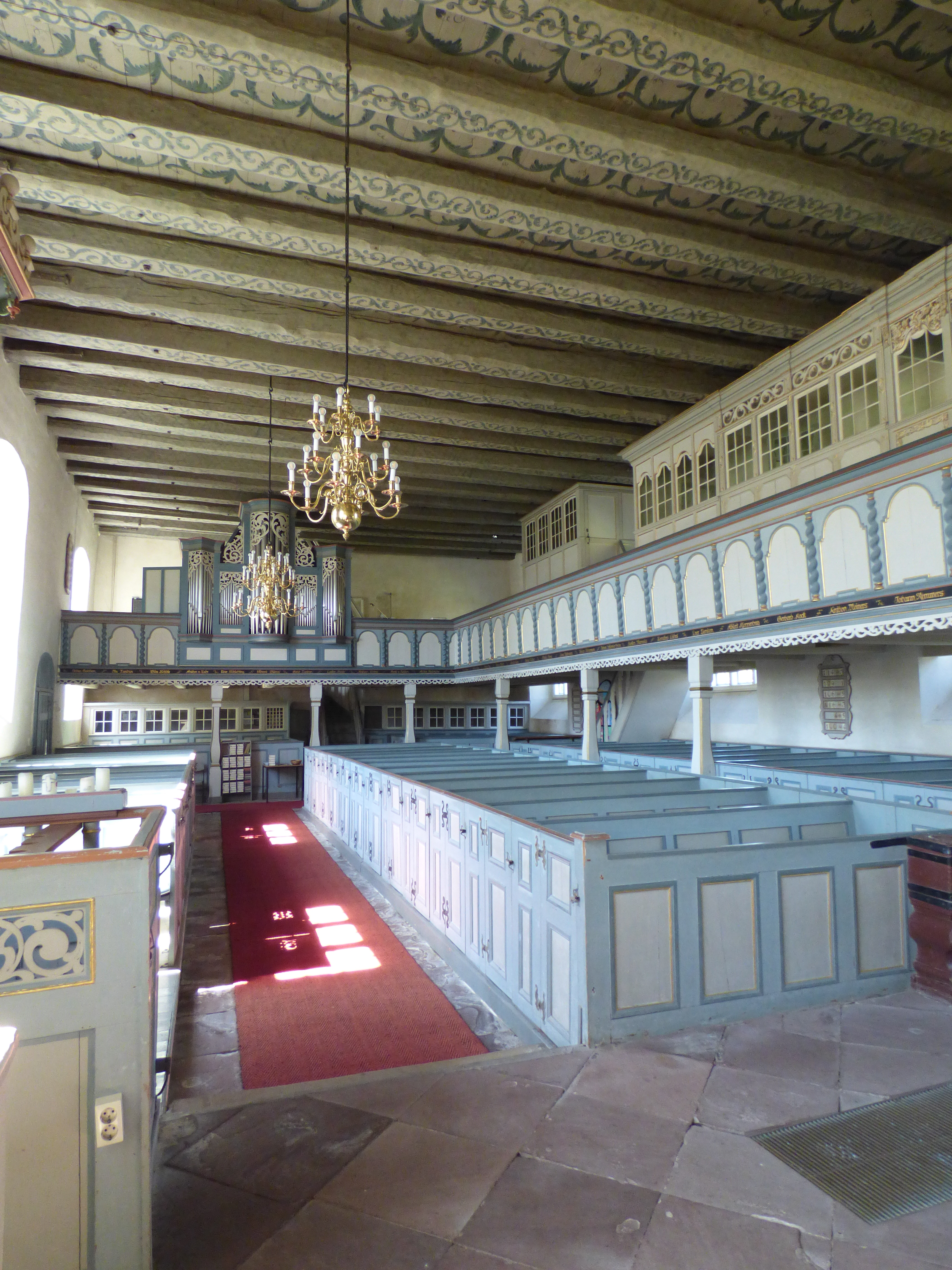
Innenraum der Kirche in Seefeld

Vor dem heutigen Kirchenbau gab es eine Kapelle in Seefelderaußendeich, in der gelegentlich ein Gottesdienst vom Schweier Pastor abgehalten wurde. Dort war auch ein Friedhof. Graf Anton I. von Aldenburg, der Erbe Graf Anton Günthers, ließ für die neu entstandene Gemeinde Seefeld 1675 eine Kirche errichten. Sie wurde auf dem von 1584 bis 1590 errichteten Deich gebaut. Die Gemeinde wurde amtlich als „Neuenkirchen“ bezeichnet, der Name setzte sich jedoch nicht durch.
Am Palmsonntag des Jahres 1676 wurde die Kirche vom Schweier Pastor Anton Günther Faselius eingeweiht. Wenig später wurde der Turm angebaut. Vor seinem Tod 1680 bestellte Anton von Aldenburg Altar, Kanzel und Taufe in Hamburg, konnte diese aber während seiner Lebzeit nicht mehr erhalten. Erst 1691 konnte der von Meister Engel zur Burg in Varel gefertigte Altaraufsatz abgeholt werden. Die Kosten beliefen sich auf 33 Taler. Die vom Grafen georderte Kanzel blieb aus, weshalb die Seefelder Heuersleute eine Kanzel finanzierten, die im Jahr 1695 installiert wurde. Sie stammte von Harm Backenköhler aus Delmenhorst. Obwohl er knappe Finanzmittel hatte, schenkte Graf Anton II. 1701 der Kirche Seefeld 100 Taler für einen Taufstein. Ein Jahr später folgte die Beschaffung des Steines. Drei Emporen wurden im Verlauf des 18. Jahrhunderts (1713, 1754, 1796) hinzugefügt.
Es gab im Jahr 1956 eine Renovierung der Kirche. 1971 wurde die Markusfigur der Kanzel gestohlen. Zwischen Friedhof und Pastorei befindet sich eine Gefallenen-Gedenkstätte mit drei Stelen und einem Kreuz.

## Baumerkmale
Das Gebäude ist ein rechteckiger Backsteinbau, der an der Ostseite mit fünf Seiten eines Zwölfecks geschlossen ist. Die Mauer besteht aus Ziegelsteinen im Klosterformat, die Ecken verfügen über behauene Sandsteine. Das Satteldach ist hoch, mit Ziegeln gedeckt und nach Osten abgewalmt. Westlich des Südportals befand sich ein Halseisen. Hier sind auch zwei ursprünglich frei stehende Stelen in die Wand eingearbeitet.

### Kirchturm
Der Turm ist quadratisch und verfügt über einen achteckigen gedrungenen Helm, ohne eigene Ostmauer. Die ursprüngliche Glocke ist nicht mehr erhalten, der heutige Umguss enthält die
Inschrift: „Ich bin genannt Gustav Adolph Bentinck. Bin gegossen 1840 durch H. van Bergen und Claudy Fremi zu Stickelkamperfehn. MEIN MUND SOLL DES HERREN LOB VERKÜNDIGEN.“ Das Adelsgeschlecht Bentinck sind die Nachfahren des Kirchengründers Anton von Aldenburg.

### Wappen

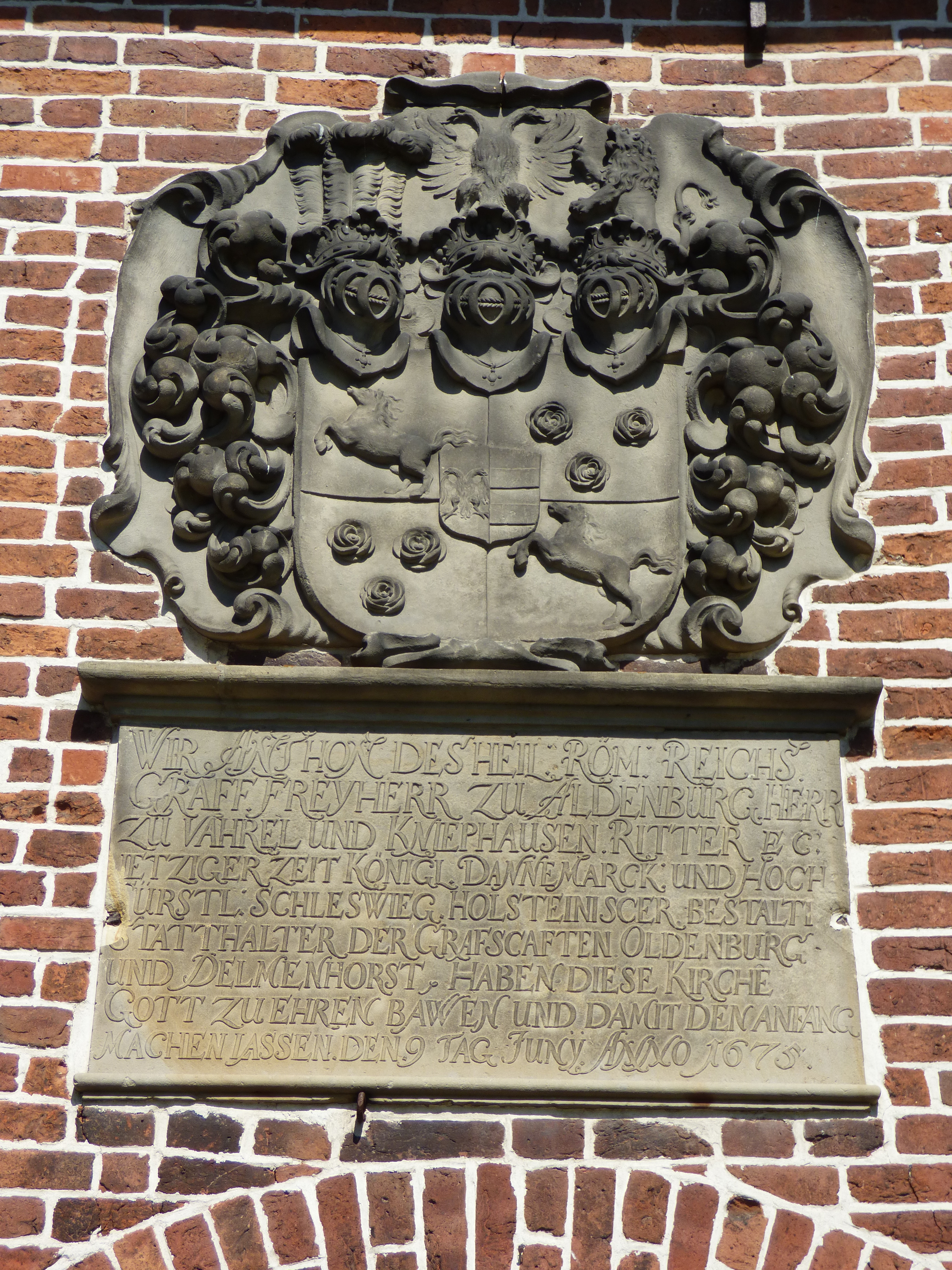
Anton von Aldenburgs Wappen über dem Portal der Seefelder Kirche

Über dem Südportal ist ein Wappen mit einer Inschrift des Kirchenpatrons angebracht: 
"WIR ANTHON DES HEIL. RÖM REICHS GRAFF FREYHERR ZU ALDENBURG HERR ZU VAHREL UND KNIEPHAUSEN RITTER EC IETZIGER ZEIT KÖNIGL. DANNEMARCK UND HOCHFÜRSTL. SCHLESWIEG HOLSTEINISCHER BESTALTER STATTHALTER DER GRAFSCHAFTEN OLDENBURG UND DELMENHORST HABEN DIESE KIRCHE GOTT ZU EHREN BAWEN UND DAMIT DEN ANFANG MACHEN LASSEN DEN 9. TAG JUNY ANNO 1675."
Über dem zugemauerten Nordportal befinden sich die Wappen des Gräflich-Aldenburgischen Kammermeisters Georg Heilersieg und des Schweier Vogts Alverich Hoddersen.

## Inneres
Der Innenraum ist fast stilrein von der Zeit zwischen 1675 und 1750 geprägt. Der Fußboden ist mit rötlichen Sandsteinplatten ausgelegt, unter den Bänken befinden sich Dielen. Die Türen der Bänke sind mit geschmiedeten Scharnieren verziert. Die Balkendecke verfügt über eine ornamentale Bemalung. Über der Westempore befindet sich die Orgel.

### Altar
Das reich dekorierte Retabel verfügt über ein in Öl auf Leinwand gemaltes Gemälde, auf dem Golgota dargestellt wird. Jesus hängt am Kreuz, seine Mutter hat ein Schwert in der Brust (Prophezeiung: Lukas 2,35). Am Stamm des Kreuzes kniet nach Wolfgang Runge Magdalena, die die Füße Jesu stützt. Über dem Bild steht "ES IST VOLLBRACHT" (Johannes 19,30), unterhalb des Bildes steht auf einer Tafel "VATER IN DEINE HÄNDE BEFEHLE ICH MEINEN GEIST" (Lukas 23,46). Neuere Forschungen sehen in der Frauengestalt am Fuße des Kreuzes die personifizierte Fides (der Glaube), die mit dem Kreuz den Glauben ins Herz aufnimmt. Die Kirche in Seefeld ist nach Bardenfleth (1624), Eckwarden (1626) und Osternburg (1636) die vierte von sieben Kirchen im Oldenburgischen Raum die dieses Motiv aufgreift.

### Kanzel
Die Kanzel ist mit Pforte, Treppe, Korb und Schalldeckel ausgestattet. Die Pforte ist mit gedrehten Halbsäulen und geschmiedeten Scharnieren sowie drei Pinienzapfen verziert. Der Aufsatz über der Pforte trägt den Spruch: „Herr, tue meine Lippen auf, daß mein Mund deinen Ruhm verkündige“ (Psalm 51,17). Auf dem Kanzelkorb befinden sich Cherubiumsköpfe. Hier gibt es noch eine mahnende Inschrift: „Nehmt die lehre an Wie einen grosen Schatzes Silbers und behaltet sie wie einen hauffen Goldes“ (Sirach 51 V.36). Mose, die vier Evangelisten und Jesus sind als plastische Figuren angebracht. Johannes hat als Begleitsymbol den Doppelkopfadler des deutschen Reiches.

### Taufstein
Der aus grauem Sandstein gemeisselte Taufstein steht auf einem achteckigen Sockel. Auf diesem befindet sich eine quadratische Grundplatte. Vier Putten, geschmückt mit Blumengirlanden, umgeben die tragende Säule. Sie tragen mit ihren Händen und Köpfen die achteckige Kuppa. Diese ist mit Akanthusblättern verziert. Im Taufbecken befindet sich ein Messingkessel, in dem wiederum eine Messingschale steht. Der zwiebelförmige Holzdeckel lässt sich vom Dachboden über eine Rolle auf das Becken absenken. Er ist mit einer Inschrift versehen: „A.D. MDCCII A PATRONO ECCLESIAE DONATUM MDCCLXXXII ET MCMVLI RENOVATUM“ (Im Jahr des Herrn 1702 vom Kirchenpatron geschenkt, 1782 und 1956 renoviert.)

## Bilder

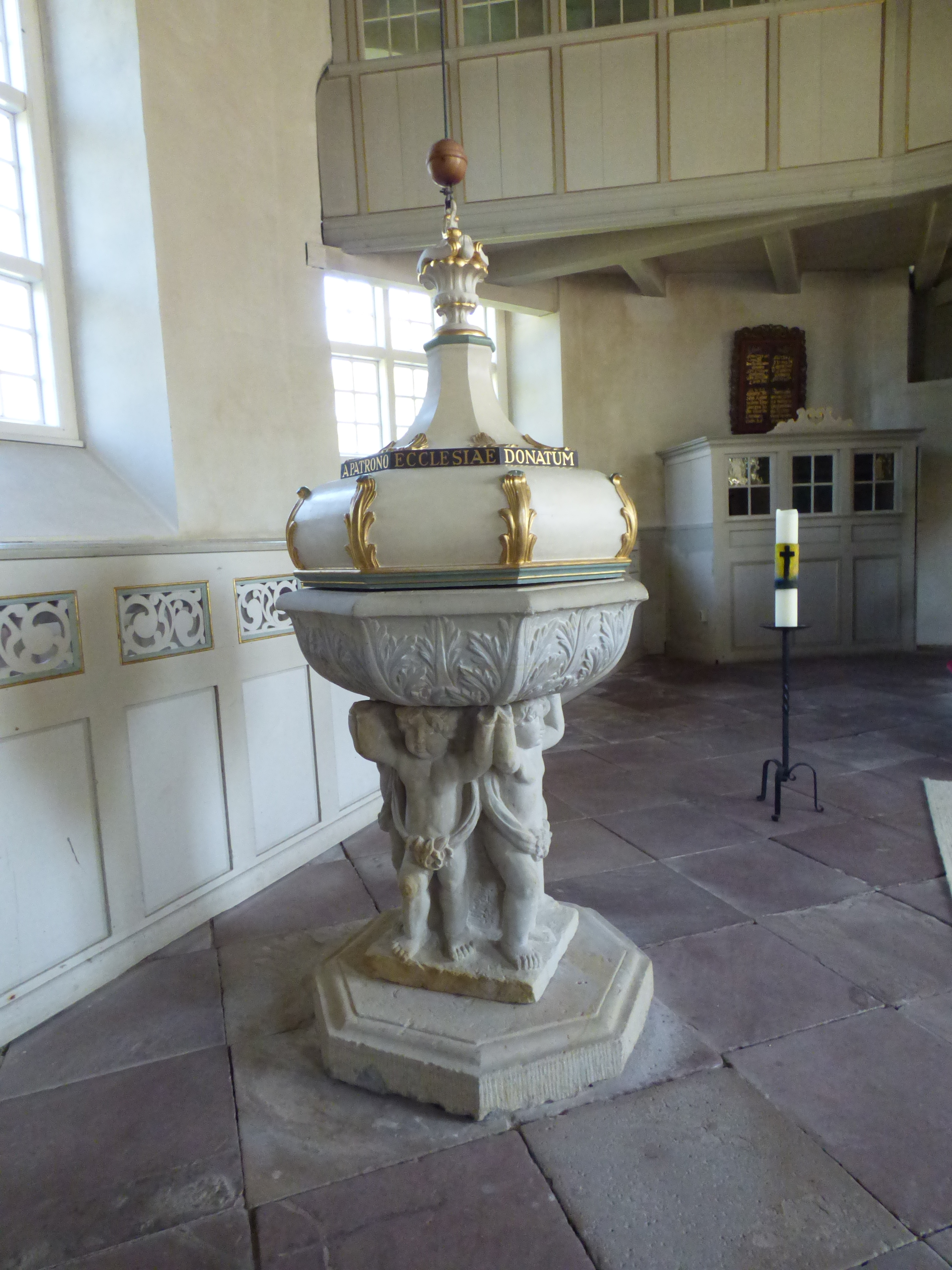
Taufbecken
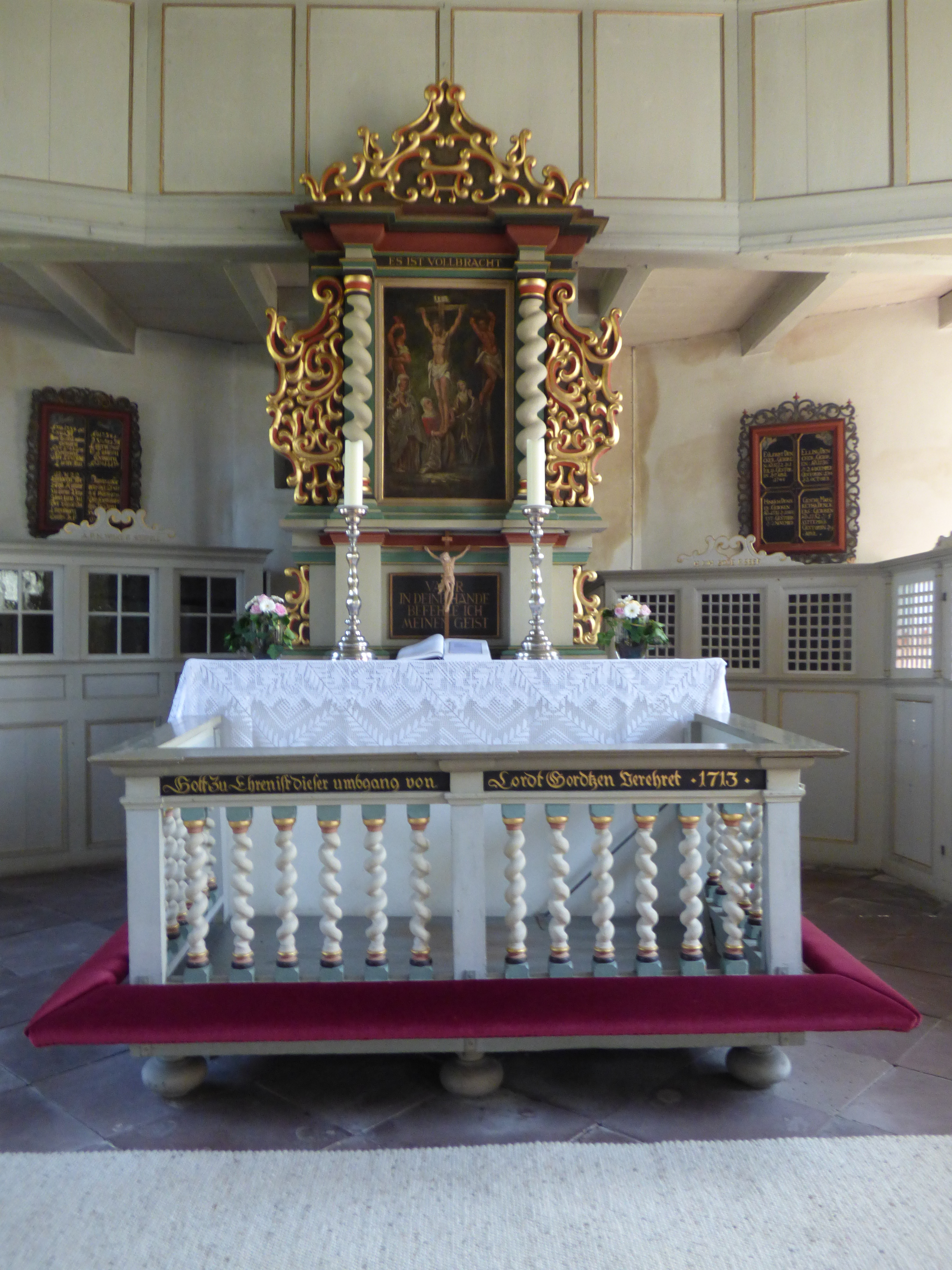
Altar
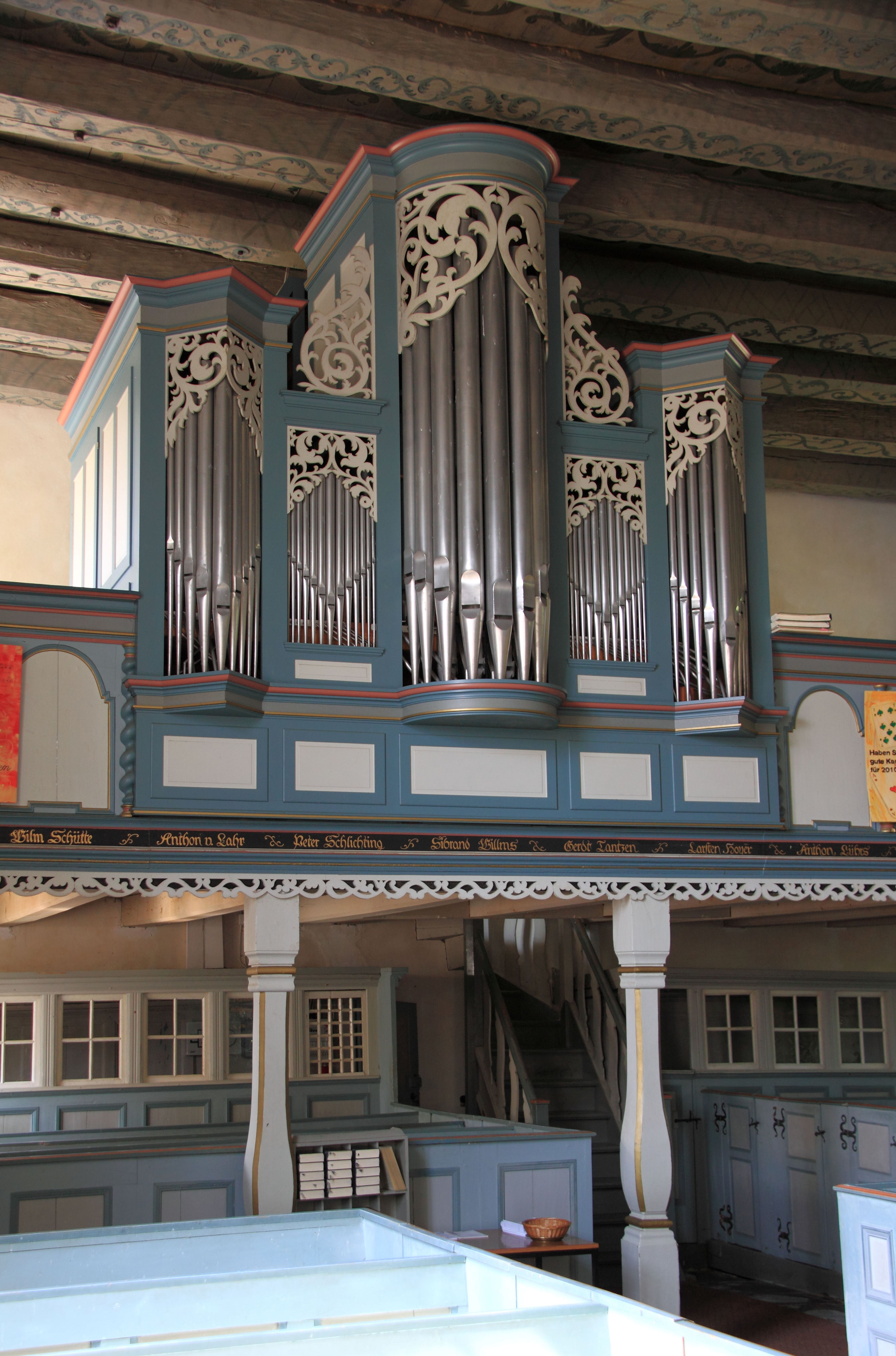
Orgel
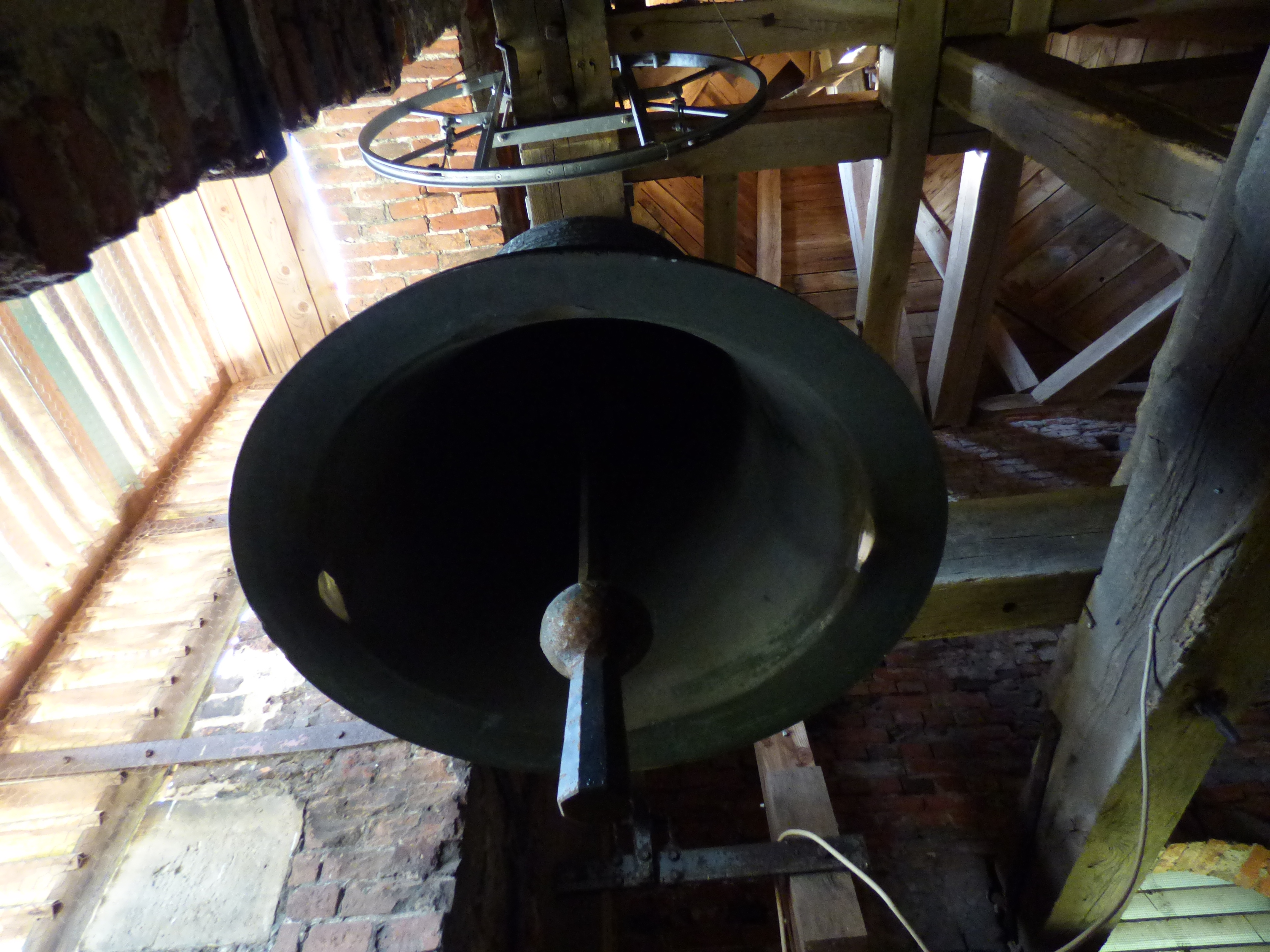
Glocke der Kirche
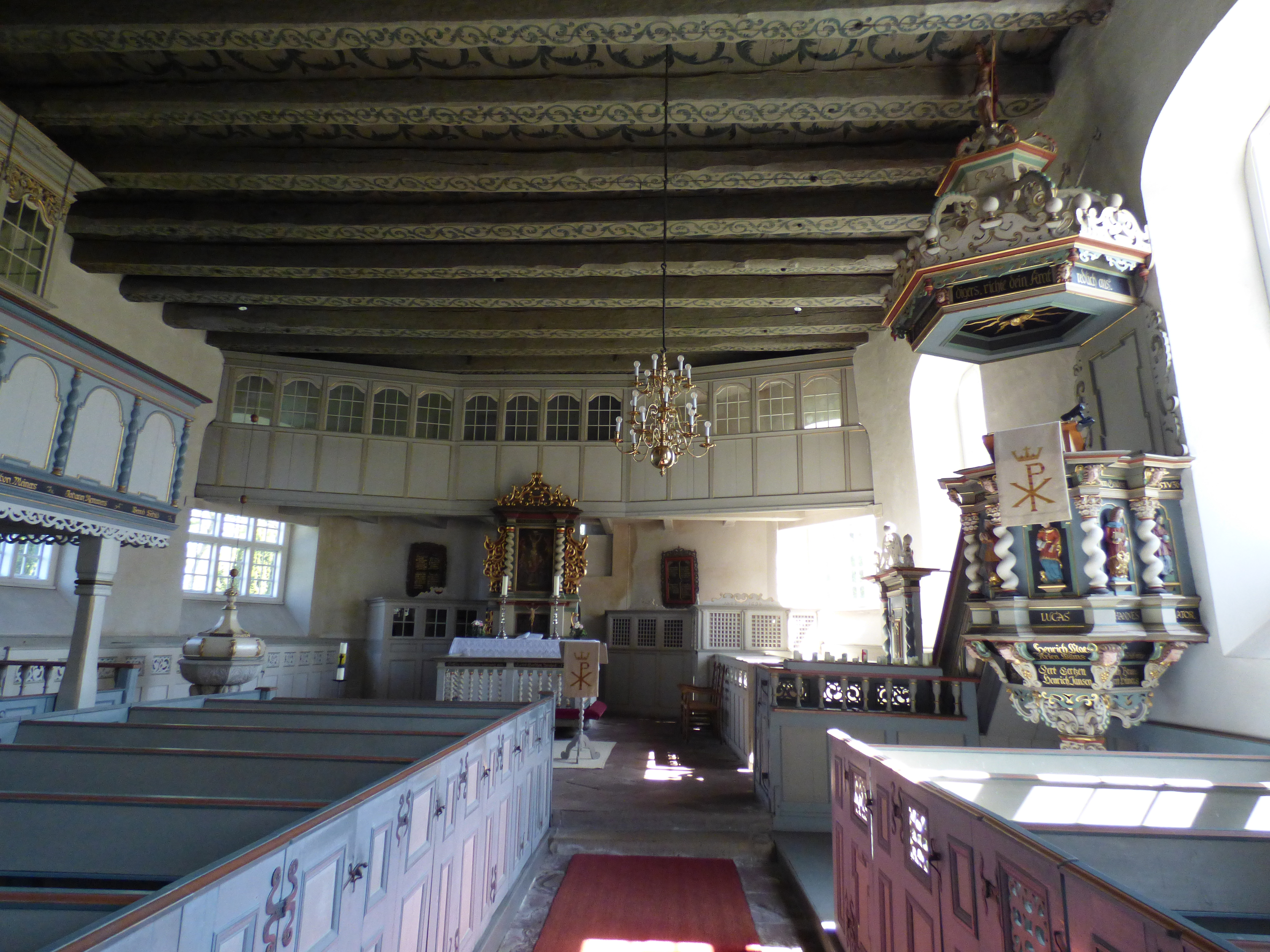
Kanzel
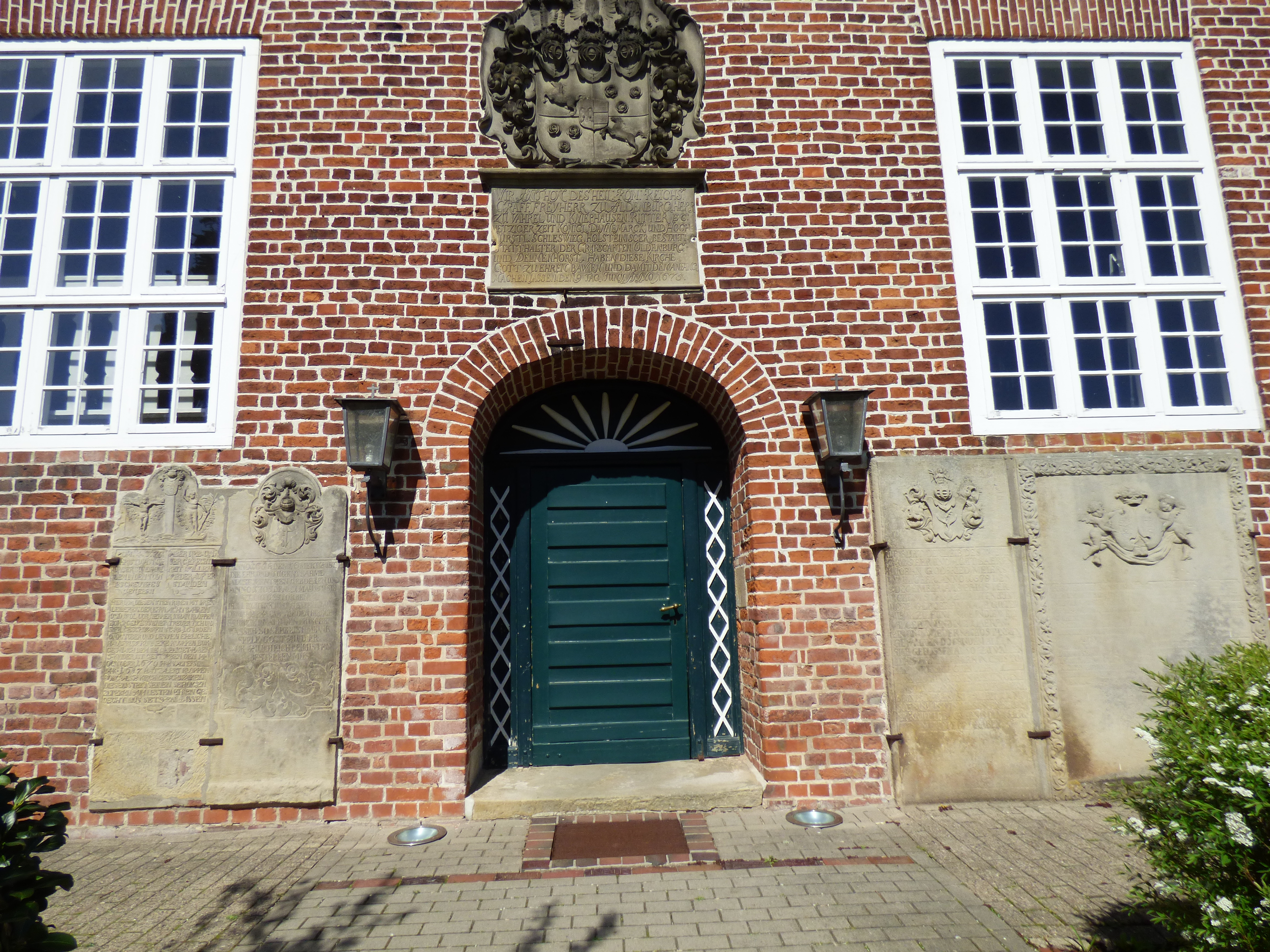
Portal
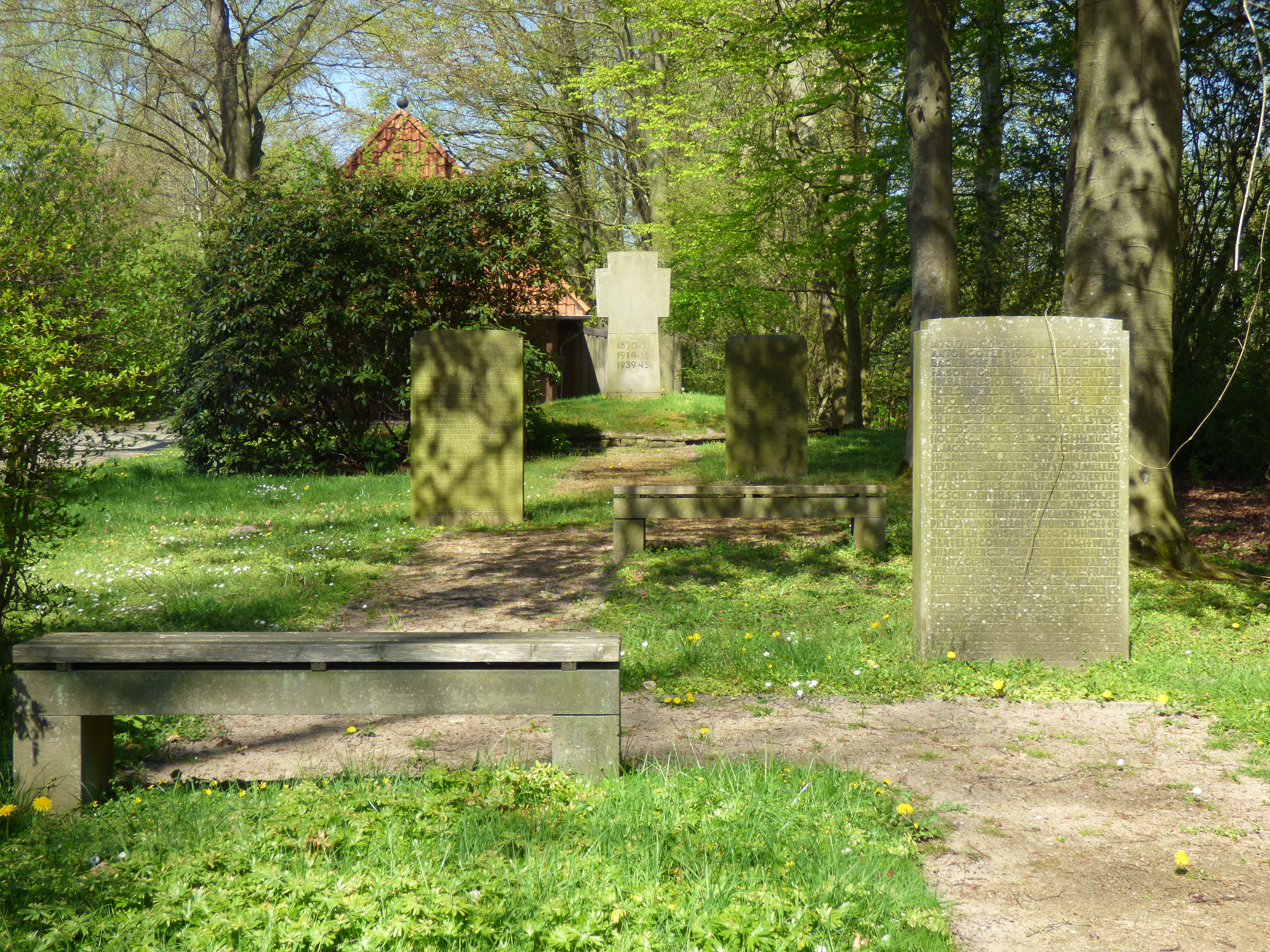
Gefallenendenkmal Seefeld
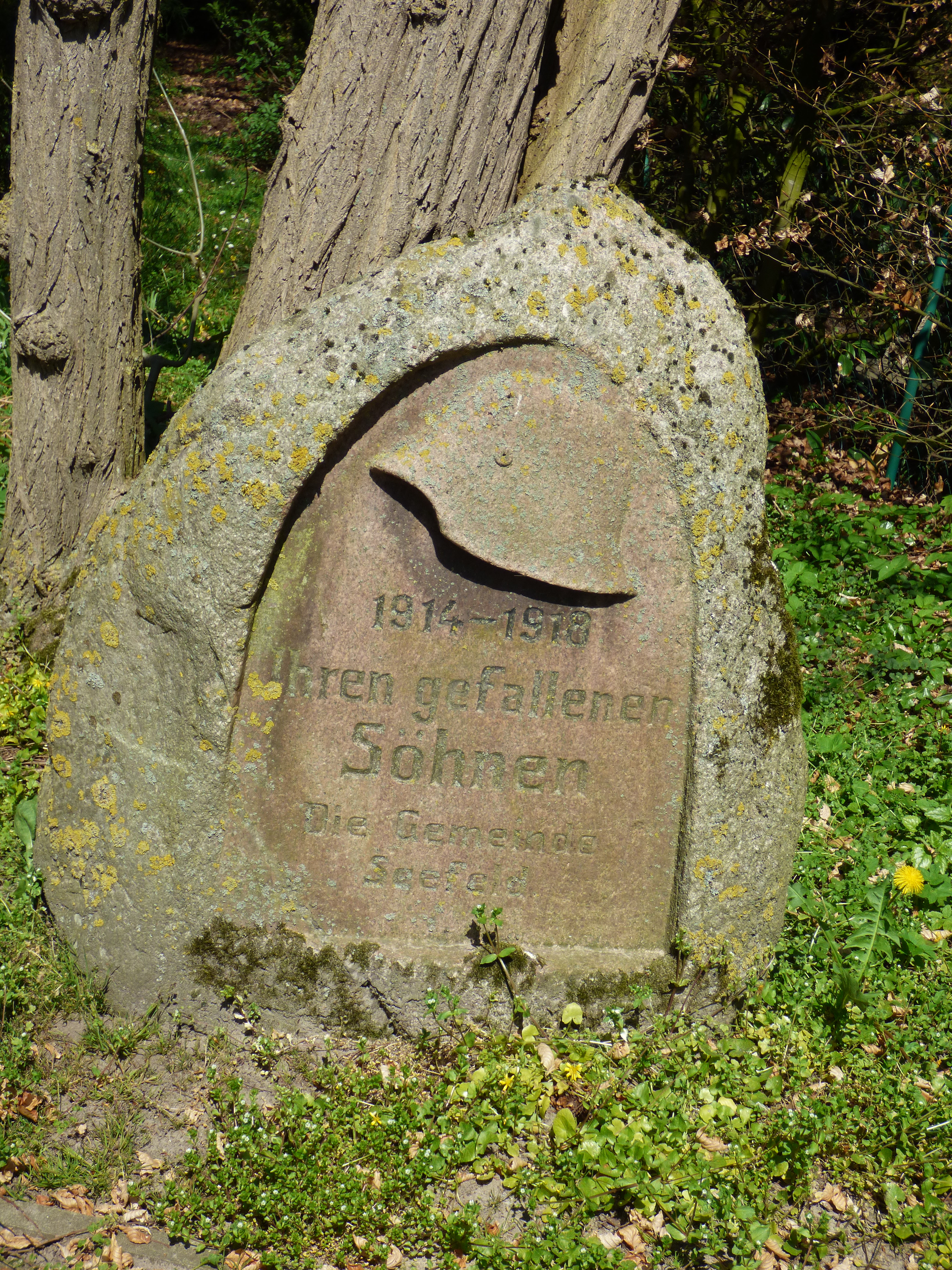
Gefallenendenkmal Erster Weltkrieg
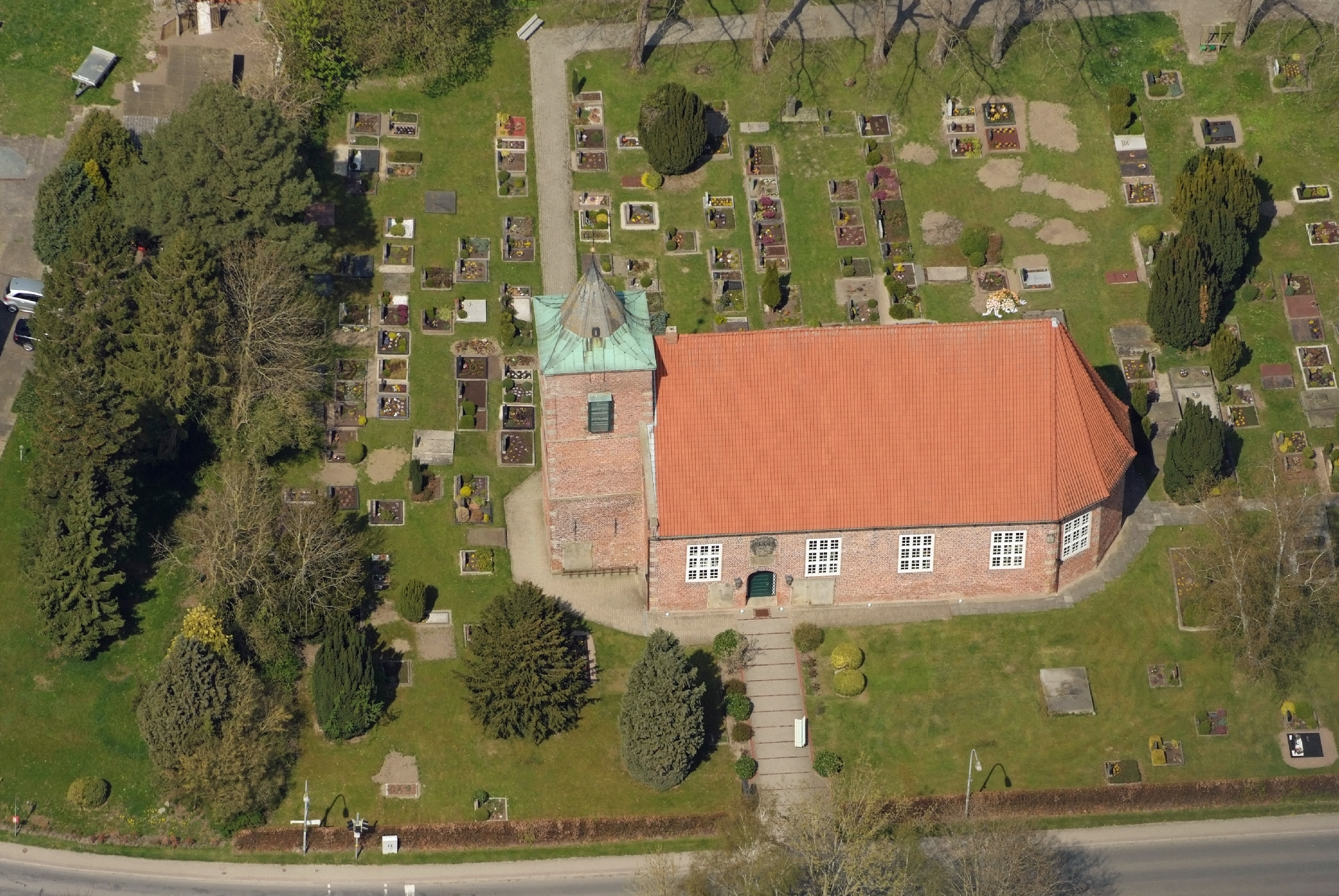
Die Kirche im Luftbild aus 2013
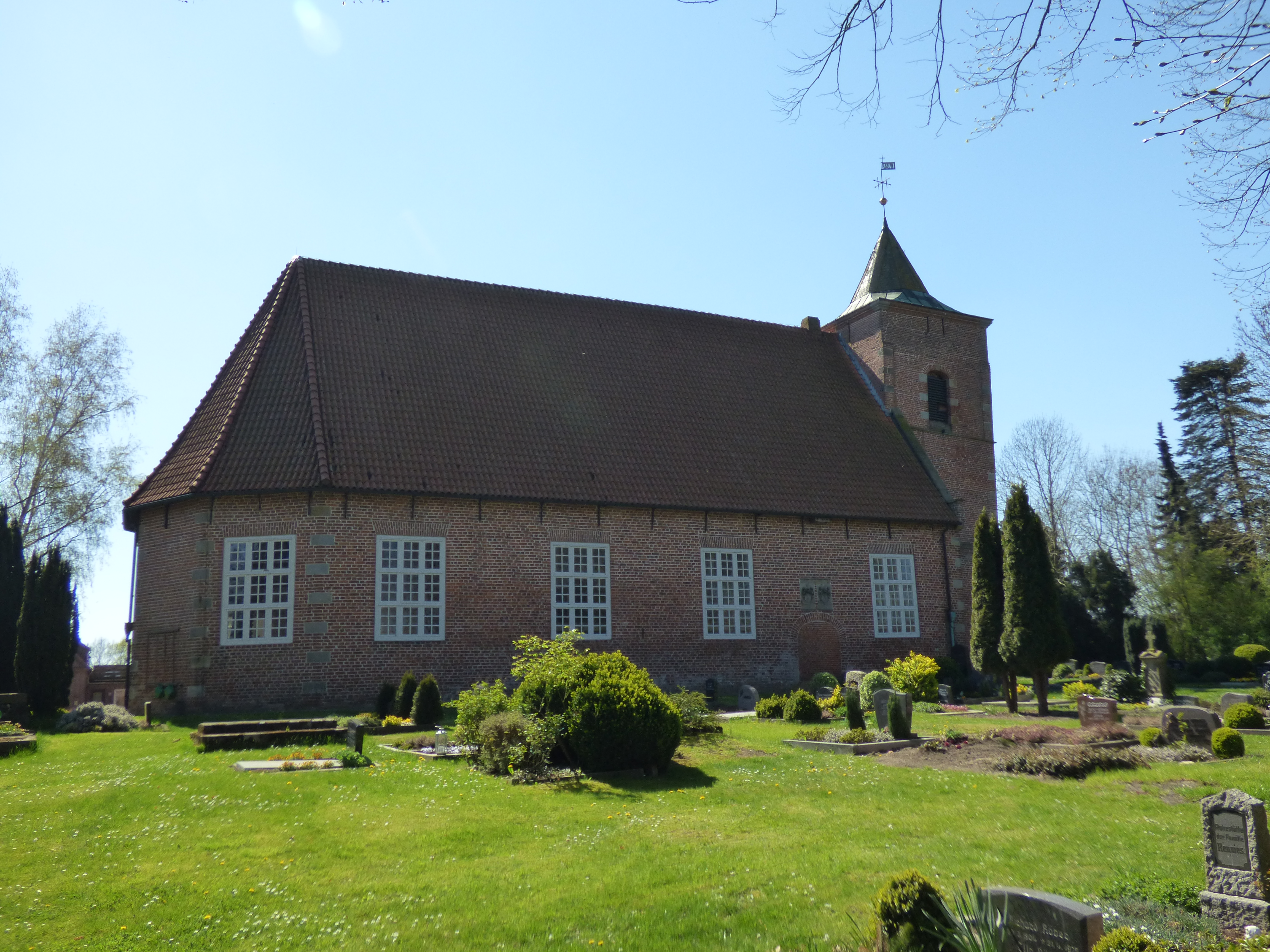
Nordseite
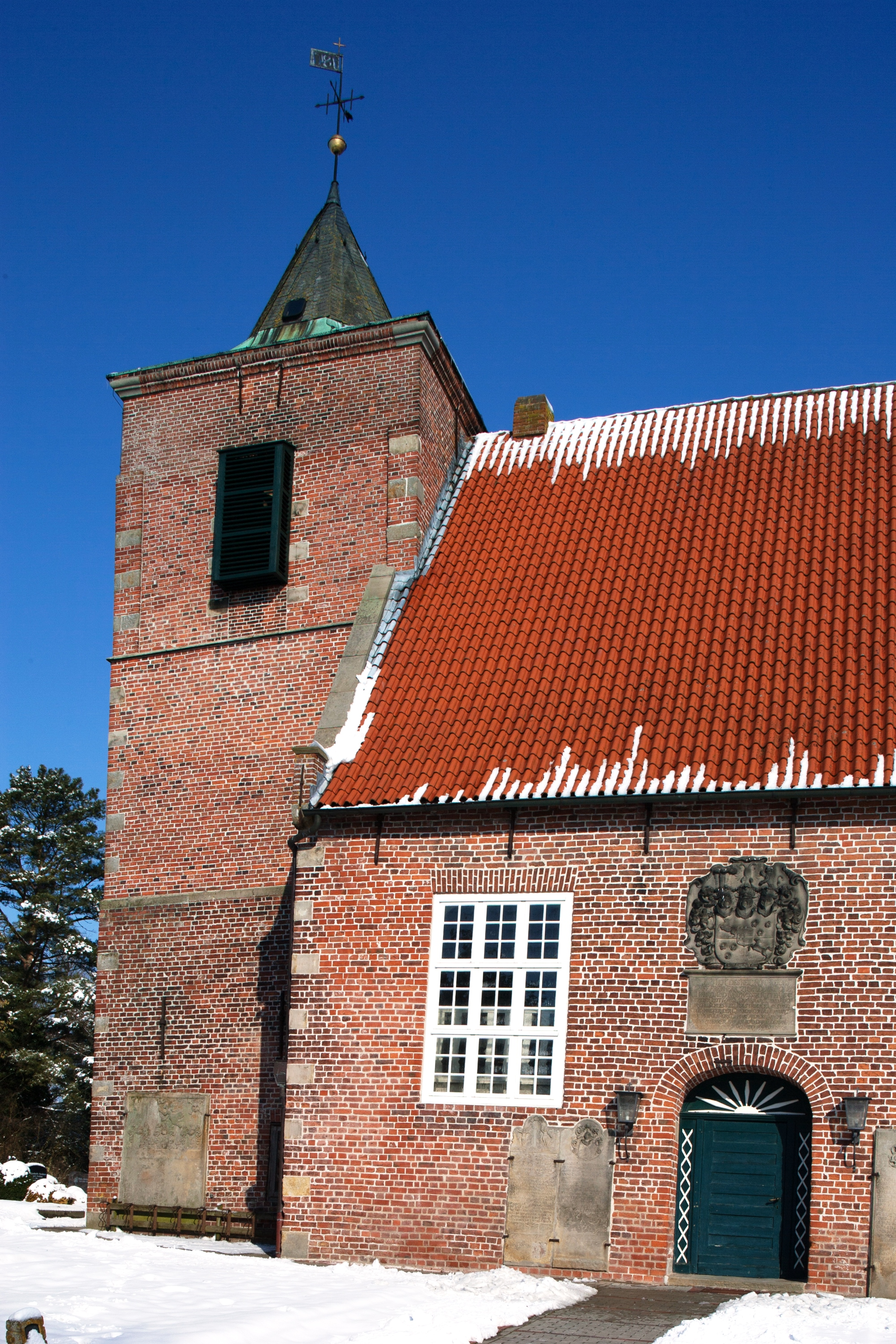
Kirchturm

## Pastoren
| Zeitraum  | Name                                   |
| --------- | -------------------------------------- |
| 1676–1680 | Anton Günther Adami                    |
| 1680–1683 | Magister Magnus Gärtner                |
| 1685–1695 | Johannes Bode                          |
| 1695–1707 | Reinhold Haffner                       |
| 1708–1712 | Petrus Andreas Bergstede               |
| 1712–1723 | Johann Caspar Claussen                 |
| 1723–1755 | Hinrich Gerhard Wiggers                |
| 1755–1758 | Georg Hinrich Lagreuther               |
| 1796–1808 | Diedrich Wilhelm Gramsberg             |
| 1808–1811 | Anton Wilhelm Rüther                   |
| 1812–1836 | Wilhelm Gerhard Mohr                   |
| 1837–1847 | Bernhard Gramberg                      |
| 1848–1872 | Peter Friedrich Ludwig Büssing         |
| 1872–1875 | August Christian Axen                  |
| 1875–1892 | Anton Reinhard Friedrich Ricklefs      |
| 1892–1903 | Siebelt Gerhard Marcus                 |
| 1903–1915 | August Richard Johann Friedrich Oetken |
| 1916–1925 | Waldemar Berthold Ludwig Rohden        |
| 1926–1935 | Johann Gerhard Friedrich Suhren        |
| 1947–1965 | Alfred Wilke                           |
| 1965–1969 | Harald Maetz                           |
| 1969–1970 | Helmut Pollack                         |
| 1971–1977 | Wilhelm Herbst                         |
| 1977–1985 | Hans Fricke                            |
| 1985–2021 | Walter Janßen                          |

Von April bis Oktober 1808 gab es in einer Vakanzzeit folgende Vertretungen: Achgelis (Schwei), Menzel (Abbehausen), Frisius (Esenshamm). In der Vakanzzeit ab 1935 war August Thümler vertretungsweise in Seefeld tätig, zwischenzeitlich auch H. Mierau.